# يوشيهيرو فوجيتا
يوشيهيرو فوجيتا (باليابانية: 藤田 善浩) (مواليد 12 يونيو 1969)، هو لاعب كرة قدم سابق كان يلعب كلاعب وسط.